# Forcipomyia aiyurae
Forcipomyia aiyurae är en tvåvingeart som beskrevs av Debenham 1983. Forcipomyia aiyurae ingår i släktet Forcipomyia och familjen svidknott. Inga underarter finns listade i Catalogue of Life.